# Sal Bando

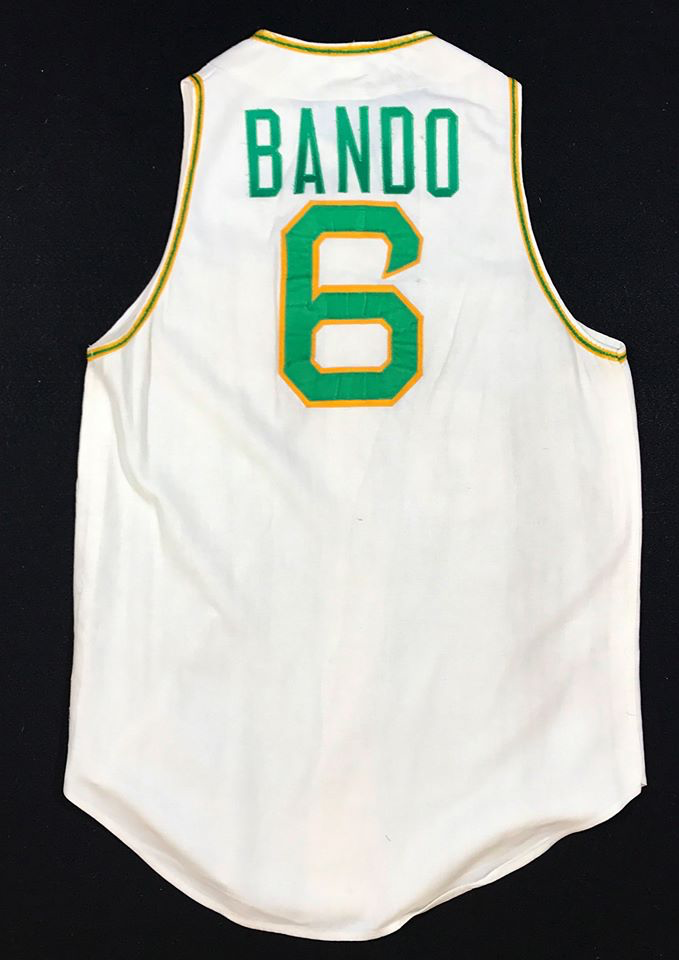
El #6 que utilizó Sal Bando con los Athletics en 1970.

Salvatore Leonard Bando (Cleveland, Ohio, 13 de febrero de 1944-Oconomowoc, Wisconsin, 20 de enero de 2023) fue un beisbolista y gerente general estadounidense que jugó 16 temporadas con dos equipos en la MLB en la posición de tercera base, participó en cuatro ocasiones en el Juego de Estrellas de las Grandes Ligas de Béisbol y ganó tres anillos de Serie Mundial de manera consecutiva: 1972-1973-1974 siendo el tercera base titular de Oakland Atlhetics.

## Biografía

### Jugador
En sus años en la Warrensville Heights High School practicó béisbol, fútbol americano, baloncesto y atletismo; pero se decidió por el béisbol al jugar con los Arizona State Sun Devils, con quien fue campeón nacional y ganó el premio al jugador revelación del año en 1965.
Fue elegido en la sexta ronda del draft de 1965 por los Kansas City Athletics, haciendo su debut al año siguiente. Fue nombrado el tercera base titular en el Juego de las Estrellas de 1969, y sería parte de los llamados Swingin' A's de los inicios de los años 1970, donde Bando fue llamados a tres ediciones consecutivas del Juego de Estrellas de las Grandes Ligas de Béisbol (1972-1974) y lideró al equipo tres veces en carreras impulsadas (RBI). Fue el segundo tercera base de la Liga Americana en conectar 200 cuadrangulares, uniéndose a Brooks Robinson, y al retirarse se ubicó entre los líderes históricos en partidos (5.º, 1896), asistencias (6.º, 3720) y double play (7.º, 345) en su posición. En sus dieciséis temporadas de carrera, Bando promedió.254 con 242 cuadrangulares y 1039 RBI en 2019 partidos.
Al finalizar la temporada de 1976, Bando se convirtió en agente libre. Firmó un contrato de cinco años y 1.5 $ millones con los Milwaukee Brewers. Durante el entrenamiento primaveral de 1981 anunció que sería su última temporada. Bando bateó 5-de-17 (294) con tres dobles en la Serie Divisiona de la Liga Americana de 1981, en la primera aparición de Milwaukee en postemporada. Bando se retiró al finalizar la temporada de 1981.
Bando promedió veintitrés cuadrangulares y noventa carreras impulsadas por ocho temporadas consecutivas. Terminaría segundo, tercero, y cuarto en la votación para el Jugador Más Valioso de la Liga Americana de 1971 a 1974.

### Gerente General
Al retirarse como jugador, Bando pasó a ser un asistente especial en los Brewers antes de convertirse en Gerente General de octubre de 1991 a agosto de 1999. En su gestión los Brewers solo tuvieron una temporada ganadora (1992), y contratarían al agente libre Paul Molitor, antes de que ganara la Serie Mundial con los Toronto Blue Jays en 1993 y ganara el MVP.
Fue introducido al Salón de la Fama del Béisbol Universitario en 2013 y en 2022 lo introdujeron al Salón de la Fama de los Oakland Athletics.
También fue analista en el canal NBC junto a Bob Costas en 1982.
En 2006 participaría en el episodio de Los Simpsons llamado "Regarding Margie."
Más tarde Bando fue CEO de The Middleton Doll Company en Columbus, Ohio, con la que estaba asociado en varios negocios. Él y Jon McGlocklin establecieron la empresa, originalmente con el nombre Bando McGlocklin Capital Corporation en 1979. Tomó su nombre actual el 4 de mayo de 2001 luego de la adquisición de Lee Middleton Original Dolls Inc.

## Vida privada
Su hijo, Sal Bando, Jr., fue mánager de béisbol de los High Point Panthers de 2001 a 2008. Desde 2010 Bando Jr. es el entrenador de Béisbol de Marquette University Hilltoppers, a los que llevó a la final estatal en sus dos primeras temporadas. Su hermano menor Chris fue catcher de los Cleveland Indians.
Bando era católico y estaba involucrado con organizaciones católicas.

### Muerte
Salvatore Leonard Bando murió de cáncer el 20 de enero de 2023 en Oconomowoc, Wisconsin a los 78 años.